# Wawrzyniec Skorupka
Wawrzyniec Skorupka (ur. 29 lipca 1896 w Kosowie koło Gostynia, zm. 31 sierpnia 1971 w Żakowie) – polski rolnik, pamiętnikarz, samorządowiec.

## Życiorys
Wawrzyniec Skorupka urodził się w rodzinie chłopskiej od wieków osiadłej we wsi Siemowo. Jego rodzicami byli Tomasz Skorupka i Zuzanna z domu Klubś. Po powstaniu wielkopolskim służył w Wojsku Polskim, gdzie zdobył stopień sierżanta. W 1921 osiadł w poniemieckim gospodarstwie w Żakowie). W 1921 ożenił się z Marianną Kaczmarek. Mieli czworo dzieci. Był członkiem Kółka Rolniczego w Goniębicach, od 1925 został sekretarzem tego kółka. Od 1935 był członkiem Rady Gminnej, od 28 lipca 1937 został wójtem gminy Lipno. Po wybuchu II wojny światowej ukrywał się pod nazwiskiem Ignacy Libecki. Po wojnie krótko pełnił funkcję wójta Lipna. Następnie angażował się w działalność kółek rolniczych, spółdzielni produkcyjnych, gdzie zawsze służył pomocą i radą w zagadnieniach związanych z rolnictwem.
W latach 1966–1967 napisał pamiętnik pt: Moje morgi i katorgi.
Zmarł 31 sierpnia 1971. Pochowany 3 września 1971 na cmentarzu w Goniembicach.